# عزیز شواکی
عزیز شواکی (به فرانسوی: Aziz Chouaki) نویسنده، رمان‌نویس و دراماتورژ قرن بیستم میلادی اهل فرانسه است.